# TERF2IP
TERF2IP‏ (TERF2 interacting protein) هوَ بروتين يُشَفر بواسطة جين TERF2IP في الإنسان.